# Paratrigona haeckeli
Paratrigona haeckeli är en biart som först beskrevs av Heinrich Friese 1900.  Paratrigona haeckeli ingår i släktet Paratrigona och familjen långtungebin. Inga underarter finns listade i Catalogue of Life.